# Eickenhorst
Eickenhorst is een buitenplaats aan de Jachthuislaan 55 in Soest in de provincie Utrecht.
Het landhuis is in 1840 gebouwd op de plaats van het eerdere Veenhuis. Dit Veenhuis was eigendom van de eigenaar van het landgoed Pijnenburg. Het was sinds 1745 de overslagplaats waar de turf via de Pijnenburgergrift en Veensloot. Via de Praamgracht kon de turf vervolgens worden afgevoerd naar Grote Melm aan de Eem. Na de dood van Andries de Wilde in 1865 werd de Eickenhorst verkocht. Toen het Veenhuis werd gesloopt liet de koper Frans Boekhorst een eindje verderop het zomerhuis Horst en Berg bouwen, een combinatie van de namen van hem en zijn vrouw.
In 1865 gaf eigenaar Gerrit Weverink Wesseling uit Amsterdam aan de buitenplaats de naam Eickenhorst. In 1898 werd het huis verkocht aan Adrianus Beckeringh, die het flink verbouwde, waarbij het pand een chaletachtig aanzien kreeg. De laan werd toen ook Beckeringhstraat genoemd met Eikenhorst op nummer 43.
In 1950 werd De Eickenhorst verbouwd tot kraaminrichting annex rust- en verpleeghuis van de Diaconie Nederlands Hervomde kerk. In 1995 werd een serre aangebouwd.
De vroegere paardenstal is nu een zwembad. Boven het linker bouwdeel bevindt zich een dubbele opkamer.

## Jachthuislaan
De laan is genoemd naar het jachthuis bij paleis Soestdijk. Naast Eyckendal en buitenplaats Eickenhorst staan er nog een paar boerderijen aan zuidzijde van de laan. De Jachthuislaan loopt evenwijdig aan het Oude Grachtje. In het gebied tussen de Jachthuislaan en de Koninginnelaan werd ooit veen ontgonnen. Eickenhorst en een deel van de Jachthuislaan lagen tot 1999 in de gemeente Baarn. Het adres was voorheen Beckeringhstraat 43.